# چارگوش‌ماهی قهوه‌ای
چارگوش‌ماهی قهوه‌ای (نام علمی: Dipturus laevis) نام یک گونه از خانواده چارگوش‌ماهی است.